# Lisa Raymond
Lisa Raymond (Norristown, Pensilvania, Estados Unidos; 10 de agosto de 1973) es una tenista profesional retirada.
Alcanzó el n.º 1 del escalafón mundial en dobles. Alcanzó su mejor posición en individuales en octubre de 1997, al ser n.º 15.
Raymond obtuvo más de 5,5 millones de dólares en ganancias durante su carrera. En individuales llegó a los cuartos de final del Abierto de Australia y del torneo de Wimbledon. La diestra jugadora obtuvo importantes triunfos sobre la estadounidense Venus Williams y la suiza Martina Hingis.

## Vida privada
Raymond se declaró lesbiana, llegando a tener una larga relación con su expareja de dobles Rennae Stubbs.

## Juegos Olímpicos

### Medallero Dobles Mixto

#### Medalla de bronce
| Año  | Torneo              | Superficie | Pareja     | Oponentes                      | Resultado      |
| ---- | ------------------- | ---------- | ---------- | ------------------------------ | -------------- |
| 2012 | JJ.OO. Londres 2012 | Césped     | Mike Bryan | Sabine Lisicki Christopher Kas | 6-3, 4-6, 10-4 |

## Títulos(71)

### Títulos individuales (4)
| Leyenda (Individuales)  |
| Tier I (0)              |
| Tier II (0)             |
| Tier III (4)            |
| Tier IV & V (0)         |
| Títulos Grand Slam(0)   |
| Campeonatos WTA Tour(0) |

| No. | Fecha                 | Torneo      | Superficie | Oponente en la final | Marcador    |
| 1.  | 27 de octubre de 1996 | Quebec City | Dura (i)   | Els Callens          | 6–4 6–4     |
| 2.  | 18 de junio de 2000   | Birmingham  | Hierba     | Tamarine Tanasugarn  | 6–2 6–7 6–4 |
| 3.  | 23 de febrero de 2002 | Memphis     | Dura (i)   | Alexandra Stevenson  | 4–6 6–3 7–6 |
| 4.  | 22 de febrero de 2003 | Memphis     | Duro (i)   | Amanda Coetzer       | 6–3 6–2     |

### Títulos de Dobles(63)
Títulos de Grand Slam ganados con Rennae Stubbs (AUS)
- Abierto de Australia : 2000
- Campeonato de Wimbledon : 2001
- Abierto de los Estados Unidos : 2001
- WTA Tour Championships : 2001

Títulos de Grand Slam ganados con Samantha Stosur (AUS)
- Abierto de Australia : 2005
- WTA Tour Championships : 2005 y 2006
- Torneo de Roland Garros : 2005

Títulos de Grand Slam ganados con Liezel Huber (EE. UU.)
- Abierto de los Estados Unidos : 2011

### Títulos de Dobles Mixtos(4)
- Abierto de los Estados Unidos (1996) con Galbraith
- Campeonato de Wimbledon (1999) con Leander Paes.
- Abierto de Estados Unidos (2002) con Mike Bryan.
- Torneo de Roland Garros (2002) con Mike Bryan.

### Otros
- 2006 Copa Hopman con Taylor Dent
- 2001 Copa Federación con Jennifer Capriati, Monica Seles y Lindsay Davenport.

## Resultados en dobles
Para prevenir confusiones y conteos dobles, la información contenida en esta tabla es actualizada cada vez que la participación de la jugadora concluye en cada torneo. Esta tabla esta actualizada al 19 de marzo de 2013. (aún falta)
| Torneo                  | 1990  | 1991  | 1992  | 1993  | 1994  | 1995  | 1996  | 1997  | 1998  | 1999  | 2000  | 2001  | 2002  | 2003  | 2004  | 2005  | 2006  | 2007  | 2008  | 2009  | 2010  | 2011  | 2012  | 2013  | 2014  | 2015  | Carrera | G-P Carrera |
| ----------------------- | ----- | ----- | ----- | ----- | ----- | ----- | ----- | ----- | ----- | ----- | ----- | ----- | ----- | ----- | ----- | ----- | ----- | ----- | ----- | ----- | ----- | ----- | ----- | ----- | ----- | ----- | ------- | ----------- |
| Abierto de Australia    | A     | A     | A     | A     | 3R    | SF    | CF    | F     | SF    | SF    | G     | 1R    | SF    | SF    | 2R    | 2R    | F     | SF    | 1R    | 3R    | SF    | 3R    | CF    | 2R    | 3R    | 1R    | 1 / 22  | 61–21       |
| Torneo de Roland Garros | A     | A     | A     | A     | F     | A     | 3R    | F     | 1R    | 1R    | 3R    | SF    | W     | W     | SF    | QF    | G     | SF    | 3R    | 3R    | 3R    | SF    | 1R    | A     | 3R    | A     | 1 / 18  | 54–18       |
| Wimbledon               | A     | A     | A     | A     | 3R    | 1R    | 3R    | CF    | SF    | 3R    | SF    | G     | CF    | SF    | SF    | 1R    | W     | SF    | F     | 1R    | CF    | CF    | SF    | 2R    | 2R    | CF    | 1 / 24  | 60–21       |
| U.S. Open               | 2R    | A     | A     | 2R    | CF    | 3R    | 2R    | 3R    | SF    | 3R    | CF    | G     | 3R    | 2R    | CF    | G     | SF    | 3R    | F     | 1R    | CF    | G     | 3R    | 3R    | 3R    | 1R    | 3 / 24  | 63–21       |
| Récords Grand Slam      | 0 / 1 | 0 / 0 | 0 / 0 | 0 / 1 | 0 / 4 | 0 / 3 | 0 / 4 | 0 / 4 | 0 / 4 | 0 / 4 | 1 / 4 | 2 / 4 | 0 / 4 | 0 / 4 | 0 / 4 | 1 / 4 | 1 / 4 | 0 / 4 | 0 / 4 | 0 / 4 | 0 / 4 | 1 / 4 | 0 / 4 | 0 / 4 | 0 / 4 | 0 / 4 | 6 / 88  | N/A         |
| WTA Finals              | A     | A     | A     | A     | CF    | A     | CF    | A     | SF    | SF    | SF    | G     | SF    | A     | A     | G     | G     | A     | A     | A     | A     | G     | SF    | A     | A     | A     | 4 / 11  | 13–7        |
| Indian Wells            | A     | A     | A     | A     | G     | G     | SF    | F     | A     | QF    | 1R    | SF    | G     | G     | 2R    | SF    | G     | G     | 1R    | 1R    | 1R    | 1R    | G     | 2R    | A     | SF    | 5 / 19  | 42–13       |
| Miami                   | A     | A     | A     | A     | 3R    | 3R    | 3R    | 1R    | A     | A     | CF    | F     | G     | 2R    | SF    | F     | G     | G     | CF    | F     | SF    | 2R    | 1R    | F     | 1R    | 1R    | 3 / 20  | 46–15       |
| Tokio                   | A     | A     | A     | A     | A     | A     | SF    | CF    | A     | CF    | SF    | G     | G     | F     | SF    | A     | G     | G     |       |       |       |       |       |       |       |       | 4 / 10  | 27–6        |
| Charleston              | A     | A     | A     | A     | SF    | A     | QF    | SF    | F     | QF    | QF    | G     | G     | A     | F     | SF    | G     | 2R    |       |       |       |       |       |       |       |       | 3 / 12  | 27–13       |
| Berlín                  | A     | A     | A     | A     | A     | A     | A     | A     | SF    | 1R    | A     | A     | A     | A     | A     | A     | A     | G     |       |       |       |       |       |       |       |       | 1 / 3   | 6–2         |
| Roma                    | A     | A     | A     | A     | A     | A     | A     | A     | QF    | A     | G     | A     | A     | A     | 2R    | A     | 2R    | 2R    |       |       |       |       |       |       |       |       | 1 / 5   | 4–5         |
| San Diego               | A     | A     | A     | A     | 2R    | A     | SF    | 1R    | 1R    | A     | G     | A     | QF    | F     | SF    | 2R    | SF    | A     |       |       |       |       |       |       |       |       | 1 / 10  | 14–9        |
| Toronto                 | A     | A     | A     | 2R    | A     | A     | QF    | QF    | 2R    | A     | A     | QF    | 2R    | A     | A     | A     | A     | A     |       |       |       |       |       |       |       |       | 0 / 6   | 6–6         |
| Moscú                   | A     | A     | A     | A     | A     | A     | A     | A     | F     | G     | SF    | A     | A     | A     | A     | G     | 1R    | A     |       |       |       |       |       |       |       |       | 2 / 5   | 13–3        |
| Zürich                  | A     | A     | A     | A     | 1R    | 1R    | A     | 1R    | QF    | G     | A     | G     | A     | QF    | 1R    | SF    | SF    | F     |       |       |       |       |       |       |       |       | 2 / 11  | 17–8        |
| Torneos Ganados         | 0     | 0     | 0     | 1     | 1     | 1     | 2     | 2     | 5     | 4     | 9     | 9     | 6     | 2     | 7     | 6     | 10    | 5     |       |       |       |       |       |       |       |       | N/A     | 65          |

- A = No participó en el Torneo.